# 新生児メレナ
新生児メレナ（しんせいじメレナ、英: melena neonatorum）とは、新生児における消化管からの出血を来たす状態。新生児自身の出血である真性メレナと、分娩時の母親の出血に由来する仮性メレナがある。真性メレナのみを新生児メレナとして仮性メレナを区別する文献も有る。真性メレナの大部分はビタミンK欠乏による凝固因子の欠乏によるものであり、単に新生児メレナや新生児真性メレナと述べた時にこれを指すことも有る。

## 分類
上記の通り、真性メレナと仮性メレナに分類される。
仮性メレナとは、新生児が飲み込んでいた母親の出血や羊水により消化管出血をきたしたように見えるものであり、真性メレナは新生児由来の出血である。

## 疫学
真性メレナでは、その大部分がビタミンKの欠乏によるものである。1980年代に入り新生児にビタミンK補充療法が始まったことで現在では減少しているが、胆道などに何らかの基礎疾患をもつ場合の他、保護者や助産師が宗教やホメオパシーを信じることでビタミンKを与えない場合などに発症、死亡する例も報告されている。2010年に日本助産師会が行った全国調査では、助産所の1割弱でホメオパシーが行われビタミンK補充療法が行われないケースが報告された。
ビタミンK欠乏性の減少に伴い、血小板減少症、播種性血管内凝固症候群、血友病等の易出血性疾患や、壊死性腸炎、腸重積、腸軸捻転、細菌やウイルスによる感染症、アレルギー、肛門周囲の炎症や裂傷などの他の原因で出血するケースが相対的に増えてきている。

## 検査・治療
仮性メレナと真性メレナの鑑別には、HbFが新生児血液中に多く含まれることを利用したアプト (Apt) 試験が用いられる。
真性メレナでは治療が必要となるため、原因の調査が必要となる。最も多いビタミンKの欠乏ではPT、APTT、出血時間がすべて延長する他、異常プロトロンビンを検出する。